# 佛冈县第一中学
佛冈县第一中学，位于广东省清远市。创办于1981年4月，是佛冈县直属高级中学。学校位于县城北面，依山傍水，后山是佛冈县人民政府。佛冈一中校园面积170000平方米，有8栋教学楼，1栋行政大楼，1栋信息技术楼，1栋实验楼，10栋宿舍。

## 学校网站
- 佛冈县第一中学校园网